# Gaius Papirius Carbo (konsul)
Gaius Papirius Carbo, död 119 f.Kr., var en romersk politiker och talare. 
Carbo var konsul 120 f.Kr. Under Gracchernas reformsträvanden stod han på folkpartiets sida, men övergick sedan till adeln, vilken dock misstrodde honom och lät anklaga honom, varefter han begick självmord.  